# Comuna Ohaba, Alba
Ohaba (în maghiară: Székásszabadja, în germană: Neudorf) este o comună în județul Alba, Transilvania, România, formată din satele Colibi, Măghierat, Ohaba (reședința) și Secășel.

## Demografie
Componența etnică a comunei Ohaba
     Români (90,15%)
     Alte etnii (9,85%)
Componența confesională a comunei Ohaba
     Ortodocși (81,78%)
     Baptiști (5,02%)
     Alte religii (3,16%)
     Necunoscută (10,04%)
Conform recensământului efectuat în 2021, populația comunei Ohaba se ridică la 538 de locuitori, în scădere față de recensământul anterior din 2011, când fuseseră înregistrați 757 de locuitori. Majoritatea locuitorilor sunt români (90,15%). Din punct de vedere confesional, majoritatea locuitorilor sunt ortodocși (81,78%), cu o minoritate de baptiști (5,02%), iar pentru 10,04% nu se cunoaște apartenența confesională.

## Politică și administrație
Comuna Ohaba este administrată de un primar și un consiliu local compus din 9 consilieri. Primarul, Adrian Nicolae Mihălțan[*], de la Partidul Național Liberal, este în funcție din 2016. Începând cu alegerile locale din 2024, consiliul local are următoarea componență pe partide politice:
|  | Partid                          | Consilieri | Componența Consiliului | Componența Consiliului | Componența Consiliului | Componența Consiliului | Componența Consiliului |
|  | ------------------------------- | ---------- | ---------------------- | ---------------------- | ---------------------- | ---------------------- | ---------------------- |
|  | Partidul Național Liberal       | 5          |                        |                        |                        |                        |                        |
|  | Partidul Social Democrat        | 3          |                        |                        |                        |                        |                        |
|  | Alianța pentru Unirea Românilor | 1          |                        |                        |                        |                        |                        |

## Atracții turistice
- Biserica ortodoxă din satul Ohaba, construcție 1926
- Biserica greco-catolică din satul Secășel, construită în anul 1924 în stil clasic, cu iconostas pictat în anul 1925 de către pictorul Anton Zailav
- Muzeul etnografic din Ohaba
- Monumentul Eroilor, satul Ohaba